# François Sanchez
Francisco Sanches ou François Sanchez en français, dit le Sceptique, né en 1550 à Tuy (Espagne) et mort à Toulouse en 1623, est un philosophe et médecin portugais, installé en France, où il a enseigné. Son traité philosophique Quod nihil scitur figure en seconde position dans la catégorie « Essais » de la « Liste des 50 œuvres essentielles de la littérature portugaise » établie en 2016 par le prestigieux Diário de Notícias.

## Biographie
Né à Tuy, petit ville galicienne à la frontière du Portugal, François est le fils de Filipa de Sousa et d'António Sanches, médecin portugais juif converti au catholicisme. Leur ville étant suffragant de l'archidiocèse de Braga, François est baptisé dans l'église São João do Souto de cette ville. Inquiétée par l'Inquisition, la famille s'installe en France, dans la ville de Bordeaux, alors que Francisco n'a que douze ans. Il y poursuit ses études au collège de Guyenne, un des foyers de la Renaissance de la ville, où il semble avoir suivi l'enseignement de António de Gouveia, Jean Gelida et Elie Vinet. En 1569, il quitte Bordeaux pour étudier la médecine à Rome. En 1573, François revient en France, et il suit l'enseignement du docteur Jean Hucher (1538-1603), (chancelier de l'Université de Montpellier) à Montpellier et il est reçu docteur en médecine, où il obtient une chaire de professeur en médecine à seulement vingt-quatre ans.
Puis il part à Toulouse, où il s'installe en 1575. Tout d'abord simple médecin, il écrit et publié cependant ses premiers ouvrages, en particulier le Quod nihil scitur en 1580. Il est nommé à l'hôpital Saint-Jacques en 1582. En 1585, il quitte l'hôpital après avoir obtenu une chaire de philosophie à la Faculté des Arts, à l'université de Toulouse. En 1588, le 18 février, il épouse une demoiselle de Maran, fille d'un huissier à la Cour, Jean de Maran, dont il a une fille. En 1610, il abandonne la chaire de philosophie pour prendre la chaire d'Antoine Dumay, comme régent de la Faculté de Médecine. Il meurt à Toulouse en 1623.

## Œuvres

### Sens de la philosophie de François Sanchez
Son premier ouvrage connu, Carmen de cometa anni M.D. LXXVII (« Poème sur la comète de 1577 »), est une charge contre les croyances de l'astrologie.
Mais François Sanchez est surtout connu pour son traité philosophique le plus ambitieux, Quod nil scitur (« Rien n'est connu »), écrit en 1576 et publié à Lyon en 1580. Il y utilise des arguments de la philosophie sceptique de Pyrrhon et de Sextus Empiricus pour réfuter l'aristotélisme. Cependant, son scepticisme est qualifié de constructif, car il conclut que, même si la connaissance parfaite est impossible, la recherche de la connaissance imparfaite ne doit pas être abandonnée. La philosophie de Sanchez repose sur une phénoménologie de la probabilité, affirmant que la connaissance, faite de faits probables, ne repose que sur des apparences, des phénomènes. Cette théorie influença les idées de Marin Mersenne et Pierre Gassendi.
Le prologue du Quod nihil scitur eut un impact particulièrement fort à la fin du XVIe siècle, et en particulier sur René Descartes qui y reprit la notion de « doute méthodique », au point que Pierre Daniel Huet accusa Descartes d'avoir plagié François Sanchez dans son Discours de la méthode :
« Innatum homini velle scire : paucis concessum scire velle : paucioribus scire. Nec mihi ab aliis diversa fortuna successit. »
« Il est inné chez l'homme de chercher à savoir ; il a été accordé à peu d'entre eux de savoir chercher ; et à encore moins de savoir. Et je n'ai pas un destin différent des autres. »

### Liste des œuvres principales
- Carmen de Cometa, 1577.
- Quod nihil scitur, 1581.
- De divinatione per somnum, ad Aristotelem, 1585.
- (la) Opera medica : His juncti sunt Tractatus quidam philosophici non insubtiles., Toulouse, Pierre Bosc (lire en ligne)
- Opera Medica, 1636, qui comprend :
  - De Longitudine et Brevitate vitae, liber
  - In lib. Aristotelis Physiognomicon, Commentarius
  - De Divinatione per Somnum
  - Quod Nihil Scitur, liber.
- Tractatus Philosophici, 1649.

## Galerie

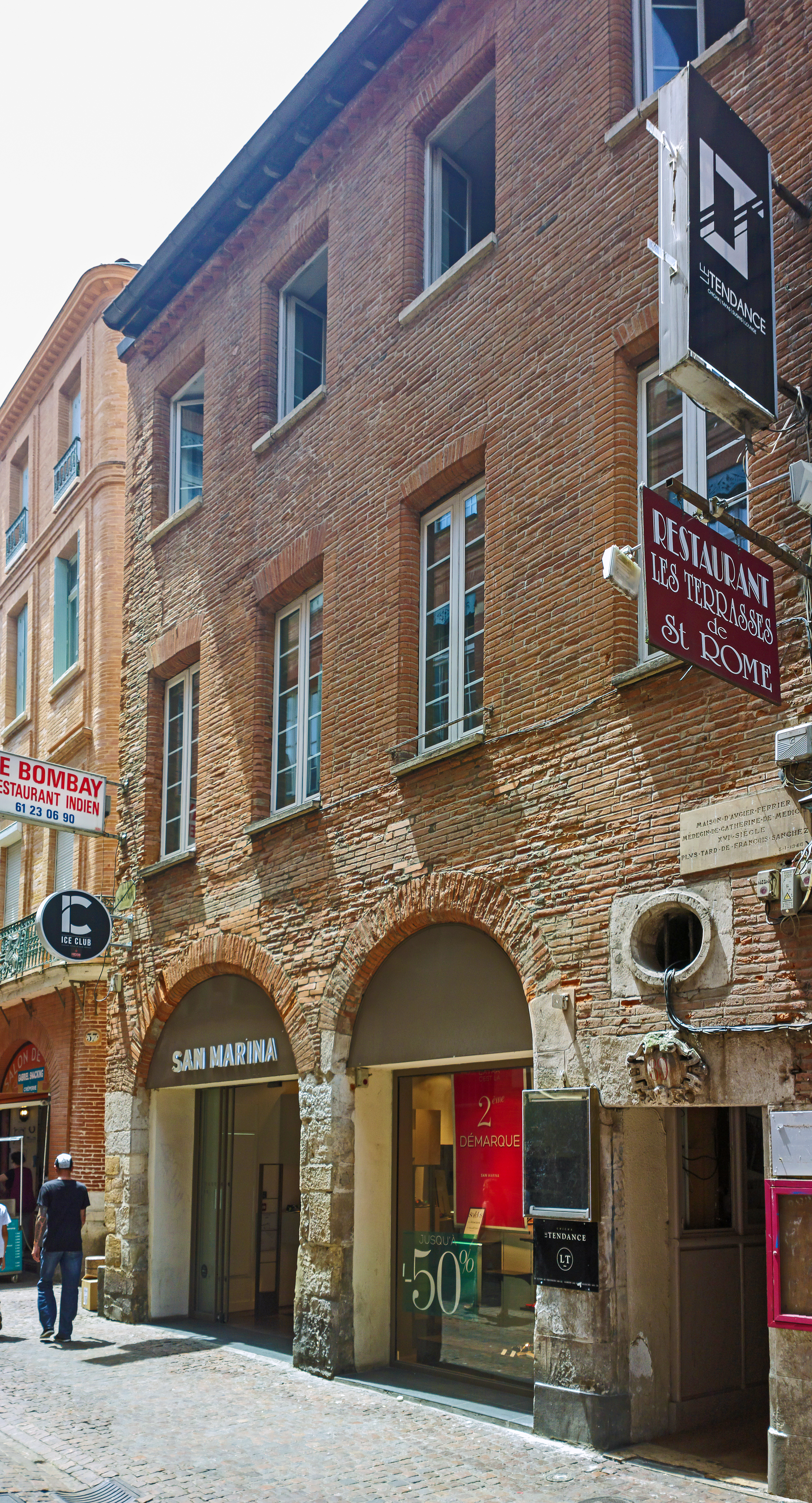
La maison de Francisco Sanches, rue Saint-Rome à Toulouse.
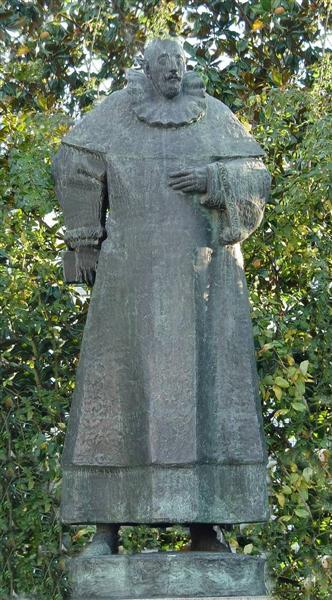
Statue de François Sanchez, par Salvador Barata Feyo à Braga.
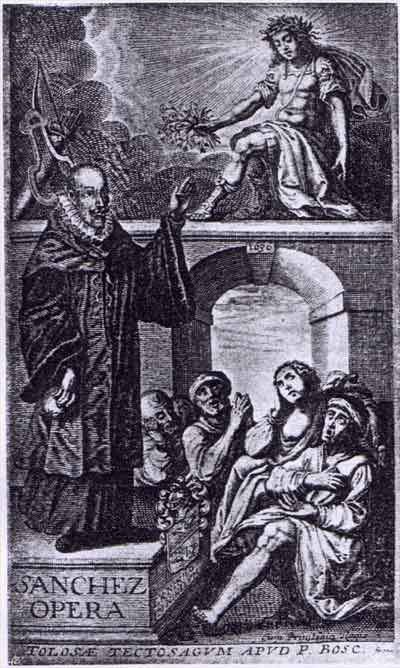
Frontispice des Opera medica par François Sanchez.

### Édition
- Francisco Sanchez, Il n'est science de rien (Quod nihil scitur), texte établi et traduit par Andrée Comparot, préface André Mandouze, Paris, Klincksieck, 1984.